# Pumpspeicherkraftwerk Geesthacht
Das Pumpspeicherwerk Geesthacht bei Geesthacht an der Elbe dient der schnellen Abdeckung des Strombedarfs zu Spitzenlastzeiten und als Notreserve bei Stromausfällen. Das Pumpspeicherkraftwerk wurde am 15. Oktober 1958 in Betrieb genommen.

## Technik

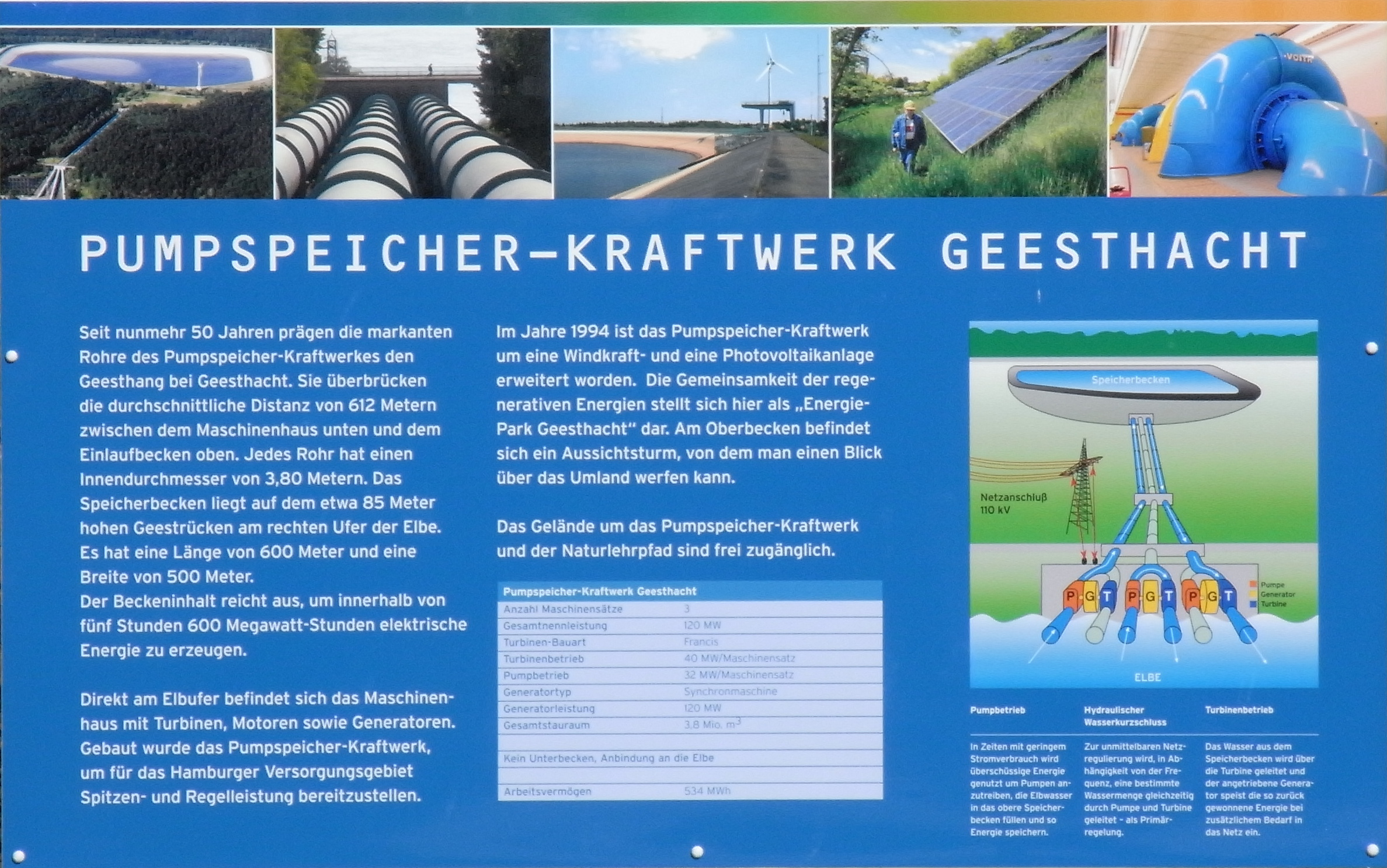
Schautafel zum Aufbau des Pumpspeicherwerks Geesthacht

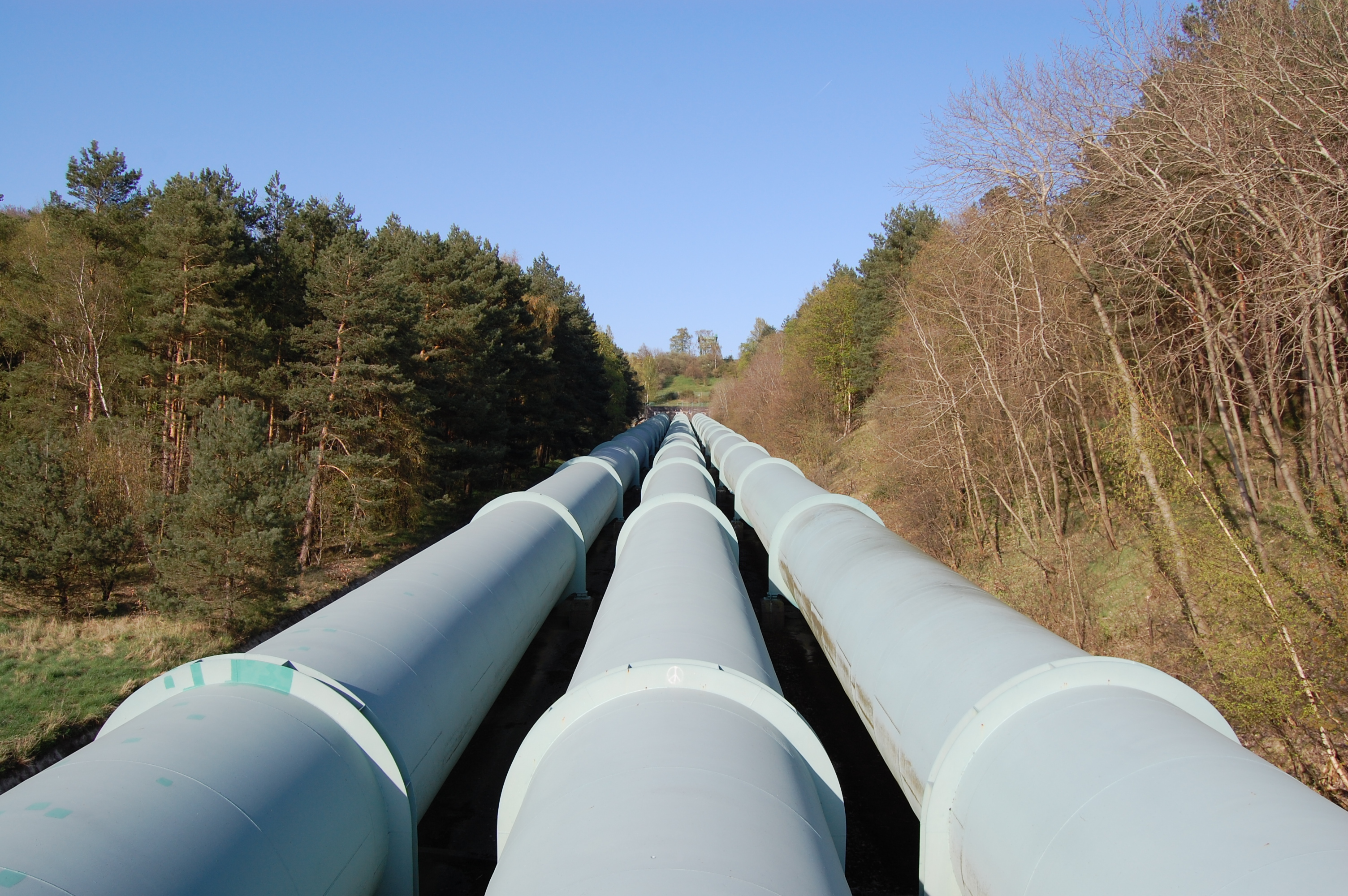
Rohrleitungen des Pumpspeicherwerks Geesthacht, Blick von unten

Über drei Rohrleitungen sind drei Sätze aus je einer Pumpe und einer Turbine mit dem etwa 80 m höher gelegenen Speichersee verbunden. Die Turbinen haben eine Leistung von je 40 MW, insgesamt also 120 MW, die Pumpen von je 32 MW. Insgesamt hat der Speichersee ein Volumen von 3.800.000 m³, davon sind 3.300.000 m³ nutzbar. Der bei Geesthacht direkt an der Bundesstraße 5 gelegene Speichersee wird direkt aus der Elbe gespeist. Seine Wasseroberfläche liegt bei vollem Becken auf 90,6 m über NN, das Absenkziel auf 76,6 m über NN. Die von der Staustufe Geesthacht aufgestaute Elbe dient als Unterbecken. Dieses hat einen Speicherraum von 8.210.000 m³. Die mittlere Fallhöhe beträgt 83 m. Insgesamt kann in dem Oberbecken laut Angaben auf der Schautafel ein Energieinhalt von 600 MWh gespeichert werden, der einem Arbeitsvermögen von 534 MWh entspricht. Ursprünglich war ein Ausbau auf die doppelte Leistung geplant (6 Turbinen à 35 MW = 210 MW). Stattdessen sind es heute nur drei Turbinen.
Der Betreiber des Pumpspeicherwerkes nutzte es zwischen 2001 und 2011 kaum noch, weil das Bundesland eine Abgabe auf die Nutzung des Oberflächenwassers aus der Elbe eingeführt hatte, den sogenannten „Wasserpfennig“, der den Betrieb unrentabel machte. Nach einer Absenkung dieser Abgabe ist das Speicherkraftwerk seit Oktober 2011 wieder vollständig in Betrieb. Die Anlage wird derzeit renoviert, auch ein Ausbau ist im Gespräch, um während Phasen hoher Windstromeinspeisung mehr Strom speichern zu können und damit die Energiewende zu unterstützen.
2014 geriet das Werk aufgrund des Fischschutzes in die Kritik. Laut Naturschutzbund Deutschland (NABU) erfülle das Werk die Fischschutzmaßnahmen nicht und solle deswegen umgehend außer Betrieb genommen oder nachgerüstet werden. Robert Habeck, Umweltminister von Schleswig-Holstein, sprach sich hingegen für einen Weiterbetrieb aus. In der Bucht vor dem Einlaufbauwerk gebe es keine großen Fische, die eingesaugt werden könnten, während kleine Fische technisch ohnehin nicht geschützt werden könnten. Es sei demnach nur im Spätsommer nötig, den Betrieb herunterzufahren, um kleine Schwarmfische zu schützen.

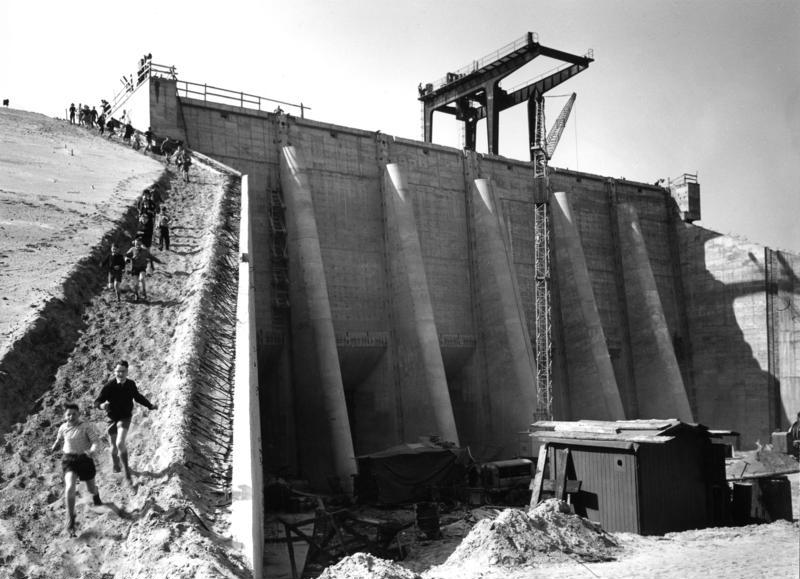
Pumpspeicherwerk Rohbau, 1957
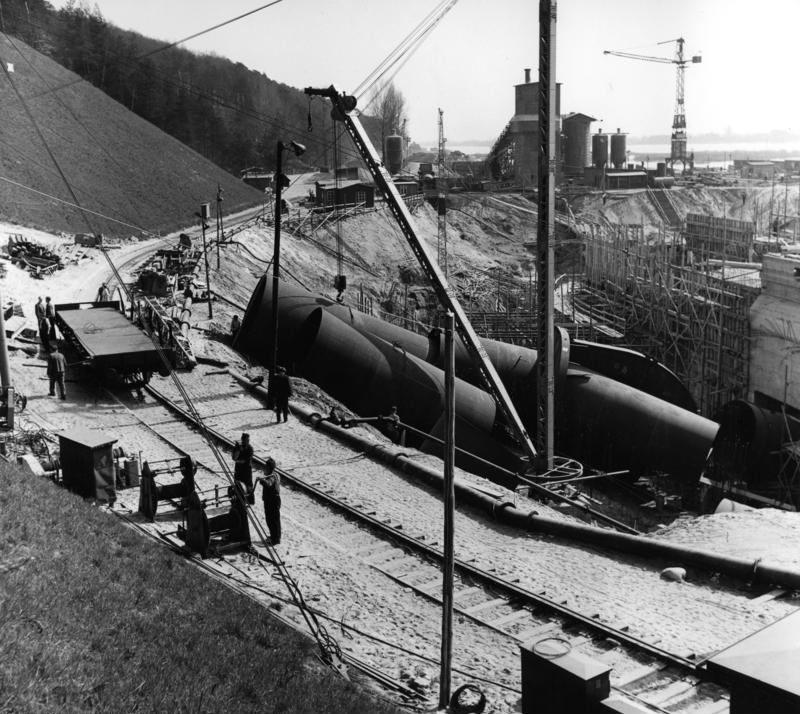
Hosenrohre
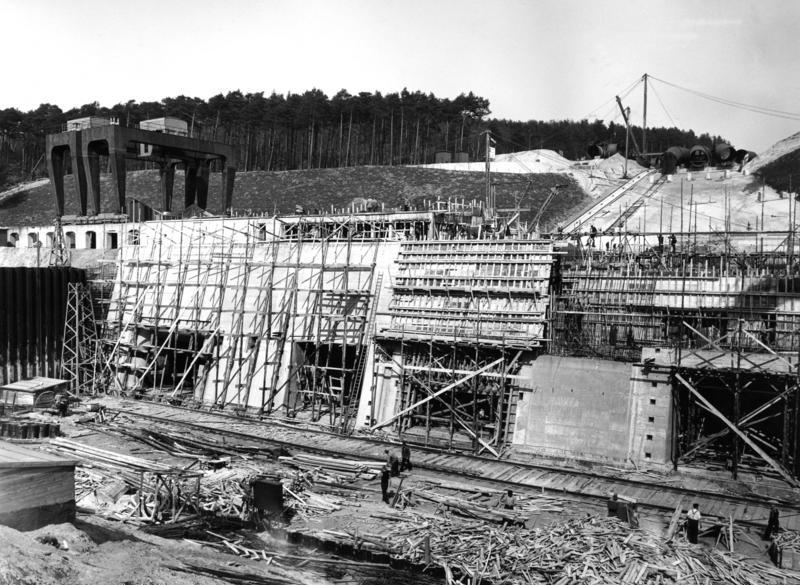
Krafthaus

### Oberbecken
Das Oberbecken umfasst eine Fläche von 500 m × 600 m, es hat einen Ringdamm von ca. 2000 m Länge und ca. 17 m Höhe. Seine 6 m breite Krone liegt auf 92,6 m über NN. Der Damm hat Böschungen, die nach innen 1:2,5 und nach außen 1:3,5 geneigt sind. Man erreicht den Speichersee, an dessen Rand auch ein 12 Meter hoher Aussichtsturm steht, über einen Zugang an der Bundesstraße 5. Vom Turm bietet sich bei gutem Wetter ein Blick bis nach Hamburg und Lüneburg.

### Stromerzeugung
Aufgrund von Lastanforderungen werden die Turbinen jährlich etwa 4.800-mal zur Abdeckung der Spitzenlast zugeschaltet. Bereits nach 70 Sekunden läuft die Stromerzeugung mit voller Leistung, die je nach Füllungsgrad des Speichersees bis zu fünf Stunden abgegeben werden kann. Der Wirkungsgrad des Pumpspeicherwerkes beträgt 80 %, es werden also von der aufgewendeten Energie (für das Hochpumpen und die Speicherung des Wassers im Oberbecken) vier Fünftel durch den Antrieb der Turbinen wieder zurückgewonnen. Das Pumpspeicherwerk ist die wichtigste Anlage für die Stabilität der Hamburger Stromversorgung, es ist ein schwarzstartfähiges Kraftwerk, das im Falle eines Komplettausfalls der Stromversorgung die anderen, stillliegenden Kraftwerke wieder hochfahren kann.
Es gehörte der Hamburgischen Electricitäts-Werke AG, die inzwischen von Vattenfall übernommen wurde.
Direkt benachbart ist das Kernkraftwerk Krümmel.
Der Netzanschluss erfolgt über die Schaltanlage Bergedorf auf der 110-kV-Hochspannungsebene in das Netz von Stromnetz Hamburg.

## Verbundene Anlagen

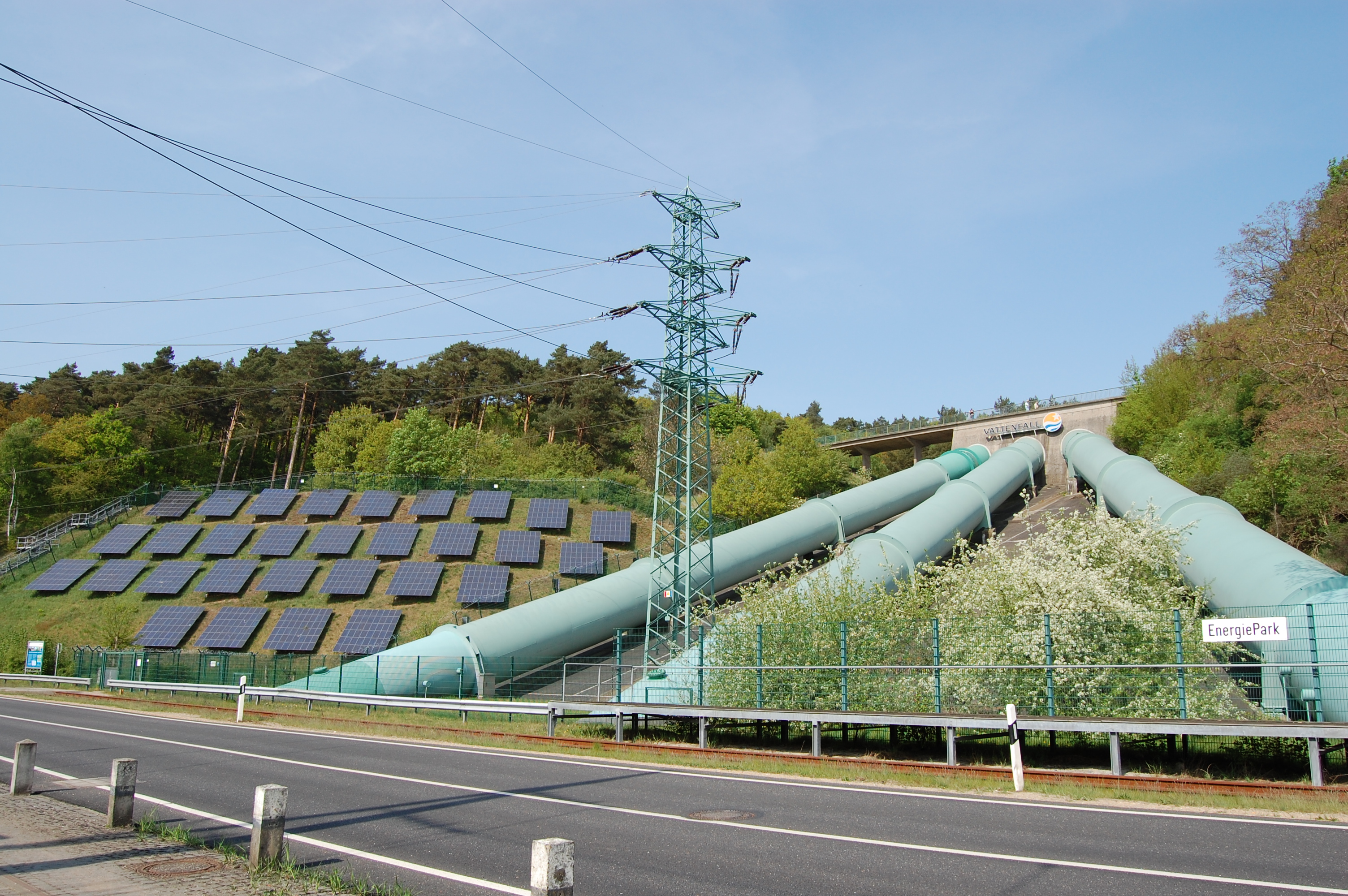
Energiepark Geesthacht mit Blick auf die Solarzellen (links)

Neben diesem Pumpspeicherwerk gab es im Energiepark Geesthacht noch ein Windkraftwerk, das auf der Dammkrone des Speichersees stand, mit deren Energie ebenfalls Wasser in das Oberbecken gepumpt wurde. Das Windkraftwerk bestand aus einer Windkraftanlage vom Typ Enercon E-40/5.40 mit einem Generator von 500 kW Leistung. Es trieb drei Pumpen an, die über Leistungen von 59, 144 und 315 kW verfügen und je nach zur Verfügung stehender Leistung zugeschaltet werden. Bis zu 2040 m³ Elbewasser können damit stündlich hochgepumpt werden. Das Windkraftwerk erzeugte jährlich rund 1.100 MWh. Die Windkraftanlage wurde mittlerweile nach 30 Jahren im Jahr 2024 abgebaut.
Auf dem Hang wurde am 18. Januar 2019 eine Freiflächenphotovoltaikanlage mit einer Leistung von 129,6 kWp in Betrieb genommen, die eine alte Photovoltaikanlage ersetzt.